# Федерация профсоюзов Казахстана
Федера́ция профсою́зов Республики Казахстан (ФПРК) — казахстанская общественная организация, объединяющая большинство крупных казахстанских профессиональных союзов. По численности членов (около 1,5 млн человек на 2016 год) является самым крупным профсоюзным объединением Казахстана.